# Rómulo Resiste
Rómulo Resiste, también estilizado como RR o Rómulo Renuncia Resiste, es un documental venezolano de 2021 dirigido por Carlos Oteyza. El documental se enfoca en la presidencia de Rómulo Betancourt entre 1959 y 1964.

## Sinopsis
Rómulo Betancourt es el primer presidente electo de Venezuela de la era democrática, luego de la caída de la dictadura de Marcos Pérez Jiménez. Su gobierno, entre 1959 y 1964, tuvo que enfrentarse a dos desafíos principales: el autoritarismo militar y el marxismo, los cuales buscaban imponer un modelo diferente a la democracia representativa. La narración de los eventos históricos se entrelaza con las experiencias durante la infancia del director del documental, Carlos Oteyza. La película incluye los testimonios de tanto protagonistas políticos de los años 60 y de historiadores e intelectuales, imágenes de archivos nacionales e internacionales y secuencias animadas en 3D. El documental es narrado por el actor y psicólogo Sócrates Serrano.

## Testimonios
- Alfredo Schael
- Américo Martín
- Carlos Canache Mata
- Edgardo Mondolfi
- Gudat Fernando Falcó
- Elisa Lerner
- Héctor Pérez Marcano
- José Alberto Olivar
- Lorena Puerta
- Luis Betancourt Oteyza
- Marco Tulio Bruni Celli
- Orlando Andersen
- Paola Bautista de Alemán
- Pedro Palma
- Ramón Guillermo Aveledo[4]

## Recepción
El crítico de cine venezolano Sergio Monsalve elogió el documental.